# HD73666
HD73666 — хімічно пекулярна зоря спектрального класу A1, що має видиму зоряну величину в смузі V приблизно  6,6.
Вона  розташована на відстані близько 570,2 світлових років від Сонця.